# Полинезия
Полинезия (от гръцки: πολύς – „много“ и νῆσος – „острови“) е голяма група, съставена от над 1000 острова, разположени в централния и източния Тихи океан. Коренното население на островите се наричат полинезийци и споделят много общи черти, включително езиково семейство, култура и вярвания. Исторически, те имат силна традиция за мореплаване и използване на звездите за навигация през нощта.
Терминът Полинезия е използван за пръв път през 1756 г. от френския писател Шарл дьо Брос и първоначално се отнася за всички острови в Тихия океан. През 1831 г. Жул Дюмон-Дюрвил предлага ограничаване на използването му по време на лекция на Географското общество в Париж.

## География

### Геология
Полинезия се характеризира с малко количество суша, покриваща много голяма част от централния и източния Тихи океан. Повечето полинезийски острови и архипелази, включително Хаваите и Самоа, са вулканични острови, съставени от горещи точки. Нова Зеландия, Норфолк и Увеа са непотопени части на основно потъналия континент Зеландия. За Зеландия се смята, че е потънал преди около 23 милиона години, а части от него се показват на повърхността от сравнително скоро, поради промяна в движението на тихоокеанската плоча спрямо Индо-Австралийската плоча, което кара Новозеландската част да се повдига.
Първоначално тихоокеанската плоча е подпъхната под австралийската. Алпийският разлом, който преминава през Южния остров, е трансформен разлом, докато границата на сходящите плочи при Северния остров е зона на субдукция. Вулканизмът, свързван с тази зона на субдукция, е създал архипелазите Кермадек и Тонга.
От около 300 000 – 310 000 km2 суша, над 270 000 km2 са в Нова Зеландия. Хавайският архипелаг съставлява около поливната от останалата суша. Континентът Зеландия има приблизително 3 600 000 km2 континентален шелф. Най-старите скали в региона се намират в Нова Зеландия и се смята, че са на 510 милиона години. Най-старите полинезийски скали извън Зеландия се намират на Хаваите и са на около 80 милиона години.

### Географска област
Полинезия обикновено се описва като островите в т.нар. Полинезийски триъгълник, макар да съществуват острови, населявани от полинезийци и извън този триъгълник. Географски той се построява като се свържат Хаваите, Нова Зеландия и Великденският остров. Останалите основни островни групи в Полинезийския триъгълник са Самоа, Тонга, острови Кук, Тувалу, Токелау, Ниуе, Уолис и Футуна и Френска Полинезия. Има полинезийски селища също в Папуа Нова Гвинея, Соломонови острови, Каролински острови и Вануату. Островна група със силни полинезийски културни черти извън този триъгълник е Ротума, намиращ се северно от Фиджи. Въпреки това жителите на Ротума не говорят полинезийски език.
В същината си Полинезия е културен термин, отнасящ се за една от трите части на Океания (другите две са Микронезия и Меланезия).

### Островни групи
Следните са островите и островните групи, били те държавни или отвъдморски територии на бивши колониални сили, които са част от коренната полинезийската култура или където археологически доказателства сочат за наличието на полинезийско заселване в миналото.

#### Основна група
| Държава или територия | Бележки |
| --------------------- | --- |
| Американска Самоа     | Неинкорпорирана и неорганизирана територия на САЩ, самоуправляваща се под надзора на Министерство на природните богатства на САЩ. |
| Острови Кук           | Самоуправляваща се държава в свободна асоциация с Нова Зеландия.                                                                  |
| Великденски остров    | Провинция и специална територия на Чили.                                                                                          |
| Френска Полинезия     | Отвъдморска държава на Франция.                                                                                                   |
| Хаваи                 | Щат в състава на САЩ. |
| Нова Зеландия         | Независима държава. |
| Ниуе                  | Самоуправляваща се държава в свободна асоциация с Нова Зеландия.                                                                  |
| Норфолк               | Външна територия на Австралия. |
| Питкерн               | Британска задморска територия. |
| Самоа                 | Независима държава. |
| Токелау               | Отвъдморско владение на Нова Зеландия.                                                                                            |
| Тонга                 | Независима държава. |
| Тувалу                | Независима държава. |
| Уолис и Футуна        | Отвъдморско съобщество на Франция.                                                                                                |
| Ротума                | Владение на Фиджи. |

През доколониалните времена, полинезийско население има и на Кермадек, Оклънд и Норфолк. Когато европейските изследователи пристигат, тези острови са необитаеми.

##### Меланезия
- Анута (Соломонови острови)
- Белона (Соломонови острови)
- Емае (Вануату)
- Фиджи
- Меле (Вануату)
- Нугурия (Папуа Нова Гвинея)
- Нукуману (Папуа Нова Гвинея)
- Онтонг Ява (Соломонови острови)
- Пилени (Соломонови острови)
- Ренел (Соломонови острови)
- Сикаяна (Соломонови острови)
- Такуу (Папуа Нова Гвинея)
- Тикопия (Соломонови острови)
- Малки далечни острови на САЩ

##### Микронезия
- Купингамаранги (Федеративни щати Микронезия)
- Нукуоро (Федеративни щати Микронезия)

##### Субантарктични
- Острови Оклънд (най-южната следа от полинезийско поселение)[2][3]

## История

### Произход и разпространение
За полинезийските народи се смята, че лингвистично, археологически и генетично произлизат от мигрирали австронезийски народи. Проследявайки полинезийските езици, праисторическите им корени се намират в Малайския архипелаг и Тайван.
Между 3000 и 1000 г. пр.н.е. говорещи австронезийски езици започват да се придвижват от Тайван към островна Югоизточна Азия.
Съществуват три теории относно разпространението на хората през Тихия океан в Полинезия. Те са:
- Скорошно разпространение от Тайван (ок. 3000 – 1000 г. пр.н.е.) през Филипините и източните части на Индонезия, оттам през северозападната част на Нова Гвинея към Меланезия (1400 г. пр.н.е.), достигайки полинезийските острови около 900 г. пр.н.е. Тази теория се подкрепя от повечето генетични, лингвистични и археологически данни.
- Друг модел набляга на дългата история на културно и генетично взаимодействие на австронезийците с коренното население на островна Югоизточна Азия и Меланезия.
- Третият модел е близък до първия, но с по-дълъг престой в Меланезия, заедно със смес на генетично, лингвистично и културно взаимодействие с местното население. Според някои изследователи, полинезийските Y-хромозоми могат да бъдат проследени до Меланезия.[5]

В археологическите записи има ясно определени следи от това разпространение, което позволява поетият път да бъде проследен и датиран с определена точност. Смята се, че около 1400 г. пр.н.е. културата Лапита се появява в архипелага Бисмарк в северозападната част на Меланезия. Тази култура се счита, че се е адаптирала и еволюирала с времето, след като е дошла от Тайван. Например, те изоставят производството на ориз, след като срещат хлебното дърво в Нова Гвинея.
Резултатите от изследвания на Ефате, Вануату и близо до Нукуалофа, Тонга, публикувани през 2016 г., подкрепят първия модел, макар с уговорката, че миграцията е подминала Нова Гвинея и Меланезия. Заключението на публикуваното изследване е, че първоначалното население на тези две места вероятно идва директно от Тайван или северните части на Филипините и не се е смесило с населението на Нова Гвинея или Соломоновите острови. Анализът на черепи, намерени на двете места, показва липса на сходства с австралийците или папуанците, но показва сходства с населението на континентална Азия. ДНК анализ на съвременни полинезийци сочи, че са възникнали смесени бракове, водещи до смесеното азиатско-папуанско потекло на полинезийците. Изследването на двете места внушава, че миграцията и смесените бракове се случват след първоначалната миграция до Вануату и Тонга.
Най-източното място за археологически находки от Лапита се намира на остров Уполу. Там са намерени 4288 керамични парчета, които са изучени и датирани на 1000 г. пр.н.е. Изследване от 2010 г. поставя началото на полинезийските човешки археологически дейности в Тонга през 900 г. пр.н.е.
За едва 3 – 4 века, между 1300 и 900 г. пр.н.е., културата Лапита се разпространява 6000 km на изток от архипелага Бисмарк, достигайки Фиджи, Тонга и Самоа, които за пръв път са населени преди около 3000 г. Културно разделяне започва да се оформя между Фиджи на запад и културата, възникваща на Тонга и Самоа на изток. Повечето контакти между културите се случват на източните острови Лау. В началото вероятно са били замесени само малки популации.

### Култура
Полинезийците са матрилинейни каменни общества, когато пристигат на Фиджи, Тонга и Самоа, след като прекарват известно време на архипелага Бисмарк. Съвременните полинезийци все още показват човешки генетични резултати на меланезийска култура, която е позволявала на местните мъже (но не и жени) да се женят.
Макар матрилинейността да изчезва рано, полинезийците и повечето други австронезийци в Тихия океан все още са „матрицентрични“ при традиционното си право. Грънчарството на Лапита също изчезва от Западна Полинезия. Езикът, обществото и материалната култура са много отличително „полинезийски“, когато Източна Полинезия бива заселена след пауза от 1000 или повече години в Западна Полинезия.
Датирането на заселението в Източна Полинезия, включително Хаваи, Великденски остров и Нова Зеландия, е все още обект на уточнение. Проучване от 2010 г., използващо метаанализ на най-точната налична радиовъглеродна датировка, предполага, че колонизирането на Източна Полинезия се е случило в два кратки епизода: на Дружествените острови от 1025 до 1120 г. и по-нататък от 1190 до 1290 г., като Великденският остров е бил заселен около 1200 г. Други по-ранни археологически модели сочат към периода 300 – 500 г. за заселването на Великденския остров. От езикова гледна точка съществува много отчетлива източнополинезийска подгрупа с много иновации, които не се наблюдават у другите полинезийски езици.

## Икономика
С изключение на Нова Зеландия, по-голямата част от независимите полинезийски острови получават голяма част от доходите си чрез чужда помощ и парични преводи от вън. Много полинезийски места, като например Великденския остров, си осигуряват това чрез доходи от туризъм. Други имат по-нестандартни източници на доходи, като например Тувалу, която продава своя домейн от първо ниво .tv, или островите Кук, които разчитат на продажби от пощенски марки.

## Междуполинезийско сътрудничество
След няколко години на дискутиране на потенциална местна група, три независими държави (Самоа, Тонга и Тувалу) и пет самоуправляващи се, но зависими територии, официално основават през ноември 2011 г. Група на полинезийските лидери. Тя има за цел кооперацията по различни проблеми, включително култура, език, образование, справяне с глобалната промяна на климата, търговия и инвестиции. Това обаче не е нито политически, нито валутен съюз.